# Indios Verdes
Indios Verdes è una stazione della metropolitana di Città del Messico, capolinea nord della linea 3. È stata inaugurata il 1º dicembre 1979.